# Cedarville (Ohio)
Pour les articles homonymes, voir Cedarville.
Cedarville est une ville américaine du comté de Greene, Ohio. La population de la ville s'élevait à 4 257 habitants en 2020, répartie sur une superficie de 2,8 km2.
Eleanor Parker (actrice), Hal Reid (scénariste, acteur et réalisateur) et Whitelaw Reid (diplomate) sont nés à Cedarville.